# Ivanhoe Gambini
Ivanhoe Gambini (Busto Arsizio, 25 marzo 1904 – Busto Arsizio, 23 dicembre 1992) è stato un architetto e pittore italiano.

## Biografia
Primogenito dell'architetto liberty Silvio e di Dircea Pedrazzini, dopo aver frequentato le scuole tecniche, entrò nello studio paterno nel 1923 attendendo a diverse mansioni: dallo sviluppo grafico dei progetti all'assistenza durante i lavori di costruzione. 
Aderì al movimento futurista nel 1928 partecipando l'anno successivo alla mostra organizzata dal Gruppo radiofuturista lombardo a Varese. Nell'ottobre dello stesso anno partecipò alla esposizione organizzata da Filippo Tommaso Marinetti alla Galleria Pesaro e intitolata Trentatré artisti futuristi. La produzione di questi anni di Gambini era rivolta alla pittura e alle arti applicate, soprattutto decorazione di ceramiche. Prima di dedicarsi completamente alla pittura di soggetto aereo, Ivanhoe Gambini aveva affrontato temi e motivi della tarda stagione déco, risolti con forme genericamente riferibili all'ambito prampoliniano. 
Le tappe espositive di Ivanhoe Gambini furono legate soprattutto all'attività dei futuristi nella milanese Galleria Pesaro: dalla Mostra futurista arch. Sant'Elia e 22 artisti futuristi nel 1930 alla Mostra futurista Aeropittura e Scenografia nel 1931, sino alla Mostra futurista in onore di Umberto Boccioni nel 1933. Fu, tuttavia, la grande esposizione futurista del 1933, organizzata a Roma al Palazzo del Sindacato degli Ingegneri a segnare il successo della formula pittorica ideata da Ivanhoe Gambini attraverso l'impiego dell'aerografo. Tutte le recensioni alla mostra rilevavano gli effetti di forte suggestione derivata dalle tinte spruzzate che aumentavano la percezione di dinamismo delle macchine aeronautiche da lui dipinte. I suoi soggetti, infatti, in questi anni, si concentrarono sulla celebrazione dell'epopea aeronautica italiana arrivando a collaborare al progetto, nel 1934, della Sala dell'alta velocità alla Mostra dell'aeronautica organizzata al Palazzo dell'Arte di Milano. Furono gli anni della massima notorietà dell'artista che partecipava ormai alle grandi manifestazioni artistiche quali le Biennali di Venezia del 1930-34-36, la II Quadriennale di Roma del 1935 le esposizioni coloniali del 1931 e del 1934 e la Olimpische Kunstaustellung del 1936 in occasione dell'XI Olimpiade. Continuava intanto la sua attività nel campo delle arti applicate e soprattutto della grafica con l'illustrazione di riviste (Fiamma italica, La Rivista illustrata del Popolo d'Italia), di libri e la preparazione di manifesti pubblicitari, etichette e cartoline. 
Dalla fine del 1936 l'artista non partecipò più ad esposizioni futuriste, dedicandosi al disegno architettonico nell'Ufficio Tecnico del Comune di Busto Arsizio. In quell'ambiente ebbe modo di far apprezzare le qualità innovative dei progetti, delle soluzioni architettoniche da lui adottate e di aggiornamento nei materiali usati (Progetti della pesa pubblica 1935, Palazzina delle imposte 1936-1938, Piscina comunale “Costanzo Ciano”, 1938-1939). Il dopoguerra vide Ivanhoe Gambini attivo nel campo della ceramica, partecipando a numerose esposizioni ed eseguendo diverse decorazioni murali per le nuove costruzioni cittadine. Ivanhoe Gambini si spense a Busto Arsizio il 23 dicembre 1992.

## Esposizioni fino ad oggi

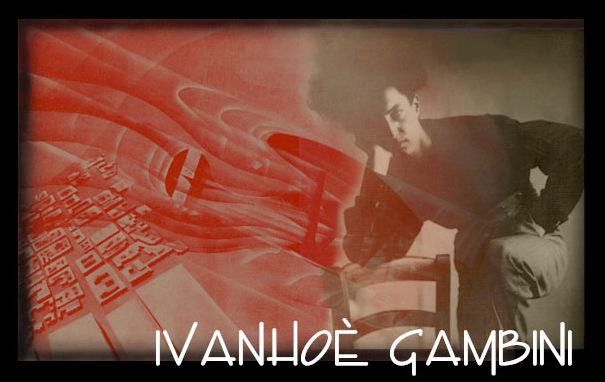
Aeropittura e Futurismo

Ivanhoe Gambini nel 1925

- Varese, Civica Biblioteca, Mostra d'arte futurista (Gruppo Radio Futuristi Lombardi), giugno 1929.
- Milano, Galleria Pesaro - 33 Futuristi di Marinetti - Gambini espone: "Tramonto sul Pach" e "Josephine Baker", ottobre 1929.
- Roma, Giardino Zoologico - La Mostra dell'Animale nell'arte - Gambini espone: "Rondine" - "Camoscio" - "Cavallo Marino", marzo 1930.
- Busto Arsizio - Teatro di Via Pozzi - Biennale degli Artisti Bustesi, 24 maggio - 8 giugno 1930.
- Milano, Galleria Pesaro - 41 Futuristi di Marinetti - Gambini espone: "Rondine" - "Sciatore" - "Balletto Elettrodinamico", ottobre 1930.
- Venezia, Biennale, 1930.
- Milano, Galleria Pesaro - Mostra acquarellisti lombardi - Gambini espone 9 opere, 1931.
- Roma, Esposizione Internazionale d'Arte Coloniale - Gambini espone: "Monastero" - Visione africana" - "Nudo di donna", ottobre 1931.
- Milano, Galleria Pesaro - Mostra di Aeropittura - Raccolta di opere di 41 artisti - inaugurata da Marinetti - Gambini espone 5 opere tra cui "Alta Velocità", 1931.
- Chiavari, Palazzo delle Esposizioni - Gambini espone: "Rondine" - "Cavallo marino", 1931.
- Roma, Esposizione Internazionale d'Arte Coloniale - Gambini espone e viene insignito di Diploma al Merito da S.E. De Bono, novembre 1931.
- Dicembre 1931, Befana fascista disegnata da Gambini.
- Bolzano, Mostra delle Tre Venezie - Gambini espone: "Torre di Romana" - Torre Inglese", 1 agosto 1932.
- Roma, Mostra Nazionale Futurista, 1933.
- Mantova, Palazzo Ducale, Mostra Nazionale Futurista, Gambini espone: "Torre inglese" - "Torre mantovana", 1933.
- Somma Lombardo, I° mostra d'arte - Gambini espone: "Testa di Cristo" - Testa d'Alpino", 1933.
- Milano, Galleria Pesaro - Mostra Futurista (Anno XI) - mostra inaugurata da Marinetti - Gambini espone: "Torre romana" - "Torre inglese" - "Agello" - "II Vittorie" - "Avvitamento", 1933.
- Milano, Galleria Pesaro - Omaggio degli Artisti Futuristi per Boccioni (Anno XI), giugno 1933.
- Firenze, Mostra intersindacale, 1933.
- Roma, Mostra Nazionale futurista di Aeropittura - Gambini espone: "Pattuglia di Acrobazia" - "Idrocorsa MC72" - "Arresto d'Elica" - "Fascio Veloce" - "Il Transvolatore" - "Quota 3000", 28 ottobre - 4 novembre 1933. Mario Molinari asserisce: "Gambini ha raggiunto con sintetica visione del movimento dell'apparecchio in volo in rapporto alla staticità della terra. Il Transvolatore ottenuto con una tecnica tutta speciale a spruzzo".
- Milano, Triennale - II Concorso per il disegno politico - 29 ottobre 1933 - "Un quadro di ottima realizzazione l'impressionismo di Gambini".
- Porto Alegre, 1933.
- Roma, Piazza Adriana, I° Mostra Nazionale d'arte futurismo c/o Padiglione Sindacato Ingegneri, 500 futuristi - Gambini espone 6 opere di cui: "Idrocorsa MC72", "Pattuglia di Acrobazia", ottobre 1933.
- Roma, Villa Umberto, Gioventù Fascista, novembre 1933.
- Milano, I° Esposizione dell'Aeronautica Italiana "Sala Alta Velocità" allestita da Gambini, giugno - ottobre XII, 1933. Gambini ottiene attestati di plauso per la sua bravura...massimi consensi di pubblico e di critica...con tutta una sala a lui dedicata...i futuristi dimostrano di essere la punta più avanzata di ogni movimento artistico...degno di rilievo Gambini,
- Milano, Circolo Nazario Sauro, Quindicina futurista - 5 - 20 dicembre 1933, Gambini viene lodato: "...alle irrompenti capacità notturne di Gambini".
- Amburgo, Kunstverein, Mostra futurista italiana di aeropittura - Gambini espone: "Pattuglia di Acrobazia" - "Idrocorsa MC72" - "Arresto d'Elica" - "Il Transvolatore", marzo 1934.
- Nizza, Hotel Negresco - aprile 1934
- Berlino, Tiergarten, Mostra futurista italiana di aeropittura - Gambini espone: "Pattuglia di Acrobazia" - "Idrocorsa MC72" - "Arresto d'Elica" - "Il Transvolatore", 1934.
- Venezia, XIX Biennale, 42 aeropittori futuristi italiani, allestita da Marinetti, nelle sale XLII - XLIII - XLIV, Gambini espone: "Coppa Bibesco", 1934.
- Gallarate, Mostra provinciale dell'artigianato, Gambini ha organizzato ed sposto, 1 - 15 luglio 1934.
- Milano, Palazzo dell'Arte, Mostra dell'arma azzurra, 1934.
- Napoli, Maschio Angioino, Mostra Coloniale di Napoli, inaugurata dal Re,  Gambini espone: "Scirmutta di Senafé" - "Predone libico", novembre 1934.
- Roma, II Quadriennale di Arte, Gambini espone: "Volo di notte" - "Sciatore in volo", 1935.
- Vienna, febbraio - marzo 1935, la mostra va a Londra.
- Busto Arsizio, I° Mostra artigianato bustese, 22 dicembre 1936 - 6 gennaio 1937.
- Roma, I° Mostra nazionale d'arte sportiva, 1936.
- Venezia, Biennale d'arte, maggio 1936.
- Roma, Mostra sindacale del Lazio, 1936.
- Roma, I° Mostra nazionale del cartellone.
- Miami (USA), 22 ottobre 1984 - 18 gennaio 1985.
- Rovereto, I° Mostra di Futurismi postali, 11 aprile - 21 agosto 1986.
- Gorizia,  I° Mostra di Futurismi postali, 11 aprile - 21 agosto 1986.
- Alessandria, I° Mostra di Futurismi postali, 11 aprile - 21 agosto 1986.
- Palermo,  I° Mostra di Futurismi postali, 11 aprile - 21 agosto 1986.
- Philadelphia (USA), Galleria Tyler (6 opere) Mostra futurista di Aeropittura, 1987.
- Tradate, Mostra cartoline trofeo Albisetti, 1988.
- Busto Arsizio, I° Mostra cartoline d'epoca, 21 febbraio - 2 marzo 1988.
- Napoli, Castel Sant'Elmo, Mostra dell'aria e della sua conquista (itinerante New York e Londra), 16 dicembre 1989 - 28 gennaio 1990.
- Roma, Eur, Militaria in Europa, Gambini riceve il Premio forze Armate, 1991.
- Roma, PalaEur, Gambini Aeropittore Futurista, ottobre 1991.
- Milano, Galleria Fonte d'Abisso, Aeropittura Futurista, 22 ottobre - 19 dicembre 1992.
- Busto A., Arte a Busto Arsizio - Presenze e documenti, 18 novembre 1995 25 febbraio 1996.
- Bergamo, Galleria d'arte, Mostra dei Futuristi, 19 ottobre 1996 - 17 novembre 1996.
- Busto Arsizio, Museo delle Arti, Palabandera - Omaggio ad Ivanhoè Gambini 9 maggio - 28 giugno 1998.
- Bologna, Aerostazione, Ali d'Italia, 16 dicembre 2000 - 29 gennaio 2001.
- Roma, Palazzo delle Esposizioni, Futurismo, 6 luglio - 22 ottobre 2001.
- Roma, Palazzo delle Esposizioni, Appunti allo stadio, 1º marzo-8 aprile 2002 (Seoul,  Seoul Art Center, 4 – 30 giugno 2002)
- Buenos Aires, Centro Cultural Recolleta, 20 maggio 2004 – 25 giugno 2004
- Cordoba, Museo Caraffa, 6 giugno 2004 – 27 luglio 2004
- Santiago del Cile, Museo Nacional de Bellas Artes, 3 agosto 2004 – 12 settembre 2004
- Montevideo, Cabildo di Montevideo, 1º ottobre 2004 – 15 novembre 2004
- Lima, I.C.P.N.A., 7 dicembre 2004 – 2 gennaio 2005.
- Predappio, Casa natale di Mussolini, Sport.Arte, 20 marzo - 20 ottobre 2002.
- Dortmund, Museum am Ostwall ...Auch wir machinen, auch wir mechanisiert!..., 24 marzo - 16 giugno 2002.
- Reggio Emilia, Convento di San Domenico, Bandiera dipinta, 22 marzo-8 giugno 2003
- Predappio, Casa natale di Mussolini, Bibendum, 18 aprile-3 settembre 2003.
- Milano, Palazzo Reale, Volare, 12 settembre-16 novembre 2003.
- Aosta, Museo archeologico regionale, Art Déco in Italia, 5 dicembre 2003 - 13 aprile 2004.
- Torino, Mole Antonelliana, Oggi si Vola, 15 dicembre 2003 - 15 febbraio 2004.
- Predappio, Casa natale di Mussolini, Il volo, l'arte il mito,  5 aprile 2004 – 15 settembre 2004.
- Novi Ligure, Museo dei Campionissimi, Sport e Novecento, 20 novembre 2004 – 10 aprile 2005.
- Savona, Terminal Crociere “Palacrociere” Costa Crociere Calata delle Vele,  Navi d'Italia, 27 maggio 2005 – 27 luglio 2005.
- Arona, Villa Ponti, Dal Futurismo a De Chirico, 16 luglio 2005 – 13 novembre 2005.
- Predappio, Casa natale di Mussolini, Il cinema nel Ventennio, 30 giugno 2005 – 31 dicembre 2005.
- Riccione, Villa Mussolini, Vrooom, 16 aprile 2006 - 3 settembre 2006.
- Milano, Fondazione Mazzotta, La motocicletta, 26 ottobre 2005 - 12 marzo 2006.
- Novi Ligure, Museo dei Campionissimi, I volti di Eva, 16 novembre 2005 – 2 aprile 2006.
- Pordenone, Spazi Espositivi Provinciali,  La leggenda di Carnera, 6 luglio 2006 - 3 gennaio 2007.
- Arona, Villa Ponti, Amore e Psiche, 16 dicembre 2006 - 25 febbraio 2007.
- Bielefeld, Kunsthalle, Perfektion und Zerstörung, 30 settembre 2007 - 13 gennaio 2008.
- Arona, Villa Ponti, Picasso 900 Cubismo e Astrazioni, 26 dicembre 2007 - 30 marzo 2008.
- Roma, Il mito della velocità - Arte, Motori e società nell'Italia del '900, 18 febbraio 2008 - 18 maggio 2008 (Quadro"Auto lanciata in corsa", pubblicato sulla rivista "Time" Europe - Marzo 2008)
- Castello di Masnago, Varese, L'officina del Volo Futurismo, pubblicità e design 1908 -1938, 20 giugno 2009 - 30 settembre 2009.
- Taipei, Taiwan, Museum Chiang Kai-Shek Memorial Hall, Futurism, 10 giugno 2009 - 11 ottobre 2009.
- Tokyo, Museo Nippon Kagaku Miraikan, "ZIGZAG - Tradizione, Innovazione: l'Italia che corre al Futuro" - Immagine del quadro "Auto lanciata in corsa", (pubblicato sulla rivista "Time" Europe - Marzo 2008), 24 settembre 2009 - 17 ottobre 2009.
- Pescara, Museo "Vittoria Colonna" - Futurismo, Dinamismo e Colore, 21 luglio - 7 novembre 2010.
- Cherasco (Cuneo), Palazzo Salmatoris, "Lo sport nell'arte", 15 settembre 2012 - 16 dicembre 2012.
- Firenze, Palazzo Strozzi, "Anni Trenta - Arti in Italia oltre il fascismo", 22 settembre 2012 - 27 gennaio 2013.
- Lima (Perù), Museo de arte Italiana de Lima, "Futurismo & Velocità", 6 giugno 2017 - 6 agosto 2017.
- Roma, Palazzo Aeronautica, "Cieli futuristi - dal 1916 al 1942", 10 settembre 2017 - 17 settembre 2017.
- Palermo, Reale Albergo dei Poveri, "Il ruggito della velocità", 22 dicembre 2017 - gennaio 2018.
- Zagabria, Croatia, "Futurism, dinamysm and color", 1º marzo - 20 aprile 2019.
- Monza, Musei Civici, Autodromo 100 - Cronache di una costruzione Quadri di un'evoluzione, 9 settembre 2022 - 27 novembre 2022.
- Enschede, Holland, Marinetti and Futurism, 25 settembre 2022 - 19 febbraio 2023.
- Brugherio, Palazzo Ghirlanda Silva, Galleria esposizioni, 5 novembre 27 novembre 2022.
- Torino, Museo di Arti Decorative, Accorsi - Ometto, Da Casorati a Sironi ai nuovi futuristi, Torino-Milano 1920-1930, Pittura tra classico e avanguardia, 11 ottobre 2023 - 11 febbraio 2024.
- Milano, Bottega Antica, "Aeropittura futurista. L'avanguardia italiana tra Biennali e Quadriennali", 13 ottobre - 2 dicembre 2023.
- Monza, Leo Galleries, "Il dinamismo futurista di Ivanhoè Gambini", 11 novembre 2023 - 27 gennaio 2024.
- Marbella (Spagna), Museo del Grabado Español contemporaneo, 18 maggio - 30 settembre 2024.
- Roma, Mitreo Arte Contemporanea, Giulio D'Anna e gli aeropittori italiani", dal 31 maggio - 5 luglio 2024.